# Magdalena Sadowska
Magdalena Sadowska (ur. 26 sierpnia 1979 w Świdnicy) – polska siatkarka, grająca na pozycji atakująca. Wychowanka klubu Polonia Świdnica, od sezonu 2011/12 zawodniczka Armatura Eliteski UE Kraków. Obecna trenerka kadetek MKS Świdnica.

## Kluby
- Polonia Świdnica
- Nike Węgrów
- Skra Warszawa
- VbF Suhl
- MKS Dąbrowa Górnicza
- KPSK Stal Mielec
- Armatura Eliteski UE Kraków

## Sukcesy
- brązowy medal Mistrzostw Polski z MKS Dąbrową Górnicza - sezon 2009/2010
- srebrny medal Mistrzostw Polski z Skrą Warszawa
- brązowy medal Mistrzostw Niemiec z VbF Suhl
- złoty medal Pucharu Niemiec z VbF Suhl